# Streetball

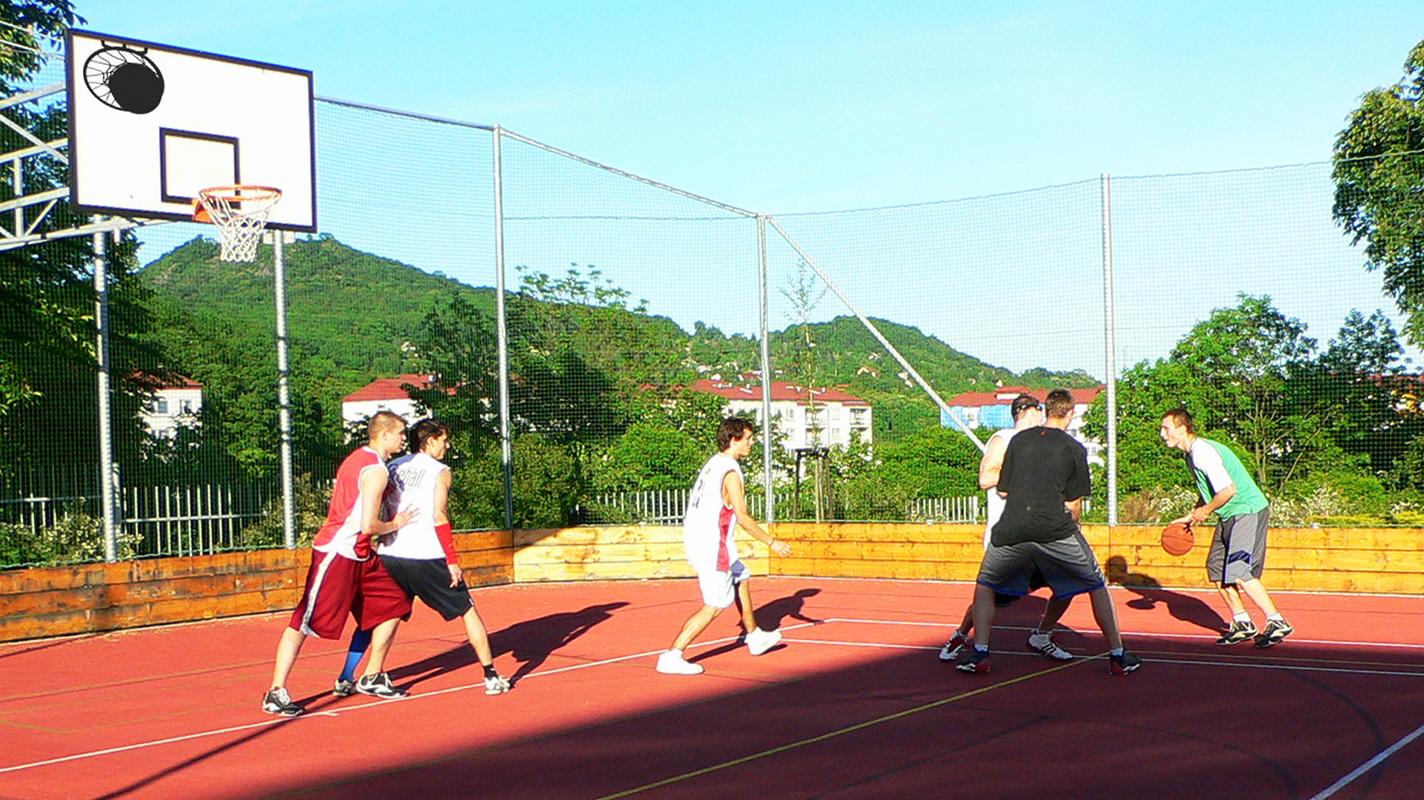
Hráči Teplické streetballové ligy, Teplice, Česko

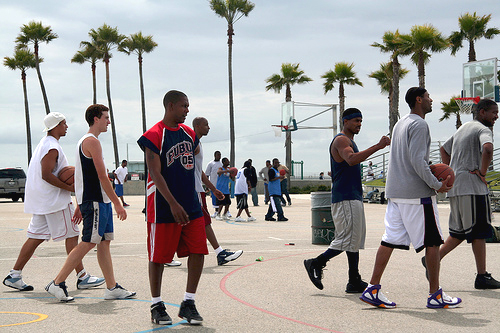
Hráči streetballu na Venice Beach, Kalifornie, USA

Streetball je městská forma basketbalu, která se dnes hraje na hřištích a tělocvičnách po celém světě. Obvykle je použita jedna strana hřiště, ale jinak jsou pravidla hry velmi podobná těm z profesionálního basketbalu. Počet hráčů v jedné hře se může pohybovat od jednoho útočníka na jednoho obránce (známé také jako one on one neboli mano a mano) až k dvěma týmům po pěti hráčích v každém z nich.
Streetball je velmi populární hra na celém světě a některá města v USA organizují streetballové programy, jako půlnoční basketbal, který má za úkol pomáhat mladým lidem vyhýbat se problémům spojených s kriminalitou a drogami. Mnoho měst dokonce pořádá svoje vlastní celovíkendové streetballové turnaje. Hoop It Up a Houston Rockets Blacktop Battle jsou jedny z nejpopulárnějších. V nedávných letech streetball zaznamenal vzestup zájmu médií, částečně díky televizním exhibicím jako například Streetball a City Slam na sportovním kanálu ESPN a také cestovním exhibicím jako jsou AND1 Mixtape Tour, Ball4Real nebo Streetball Extreme.
V roce 2016 se Streetball dostane na LOH.
Heslo „z ulice na olympiádu“ si zvolila světová basketbalová federace FIBA jako průvodní, při vytváření koncepce nové disciplíny basketbalu. Heslo vyjadřuje realitu ve chvíli, kdy FIBA do basketbalu 3x3 vstoupila, ale zároveň sen, který by měl být na konci dlouhé cesty při budování struktury a prestiže nové disciplíny. Do této doby byl basketbal 3x3 spojován především se streetballem a „kulturou ulice“. Záměrem je sjednotit streetballové hnutí a dát mu jednotná pravidla při zachování jeho volnosti. Pro rozvoj této basketbalové disciplíny také FIBA vytvořila celosvětovou IT platformu, která umožňuje výměnu informací mezi hráči a pořadateli kdekoliv na zeměkouli.
FIBA si dala za cíl vytvořit z tohoto velmi populárního sportu, kterým si řada basketbalistů vyplňuje „hluché“ letní období mezi sezonami, olympijskou disciplínu. K tomu je ale potřeba podniknout celou řádku důležitých kroků. FIBA především musela stanovit jasná pravidla. Oproti streetballu bude na hřišti přítomný také rozhodčí. Je nutné vytvořit strukturu soutěží, ze kterých by vycházela nominace do národních týmů. Jedním slovem se dá říci, že je nutné celé hnutí 3x3 strukturalizovat. Česká basketbalová federace se k tomuto projektu připojila, vyhlásila celostátní soutěž ČBF 3x3 Tour a podporuje veškeré aktivity v této oblasti.
Je proto vytvořen koncept soutěží, které by se měly stát novými pilíři disciplíny 3x3. Stejně jako u klasického basketbalu, je možné i zde rozdělit soutěže na klubové a reprezentační. Nejvyšší metou pro týmy, které mohou být složeny z hráčů více národností, budou turnaje tzv. World Tour. Na každém kontinentu by měl být pořádán vždy minimálně jeden turnaj této série, přičemž pro Evropu a Ameriku jsou v plánu turnaje tři, resp. dva. Účastnit se World Tour však nebude moci kdokoliv. Každá země bude mít určenou kvótu pro počet účastníků. Ti vzejdou z domácích turnajů 3x3. Podmínkou FIBA je, aby se v zemi konaly alespoň tři turnaje během sezony. World Tour se bude moci zúčastnit hráč, který hrál alespoň na jednom národním turnaji. Investovaný čas a námaha se však vyplatí. Z každého šestnáctičlenného turnaje World Tour totiž postoupí předem určený počet týmů na finálový turnaj, který se bude hrát přímo v centru Miami.
Zde budou zapojeny přímo národní basketbalové federace, do jejichž kompetencí by měla disciplína 3x3 spadat. Právě ony budou odpovědny za vytvoření koncepce národních turnajů, ze kterých vzejdou účastníci World Tour. S tím je také spojena nutnost zavést registrační systém pro hráče 3x3. Ti pak budou moci sledovat svoji úspěšnost v individuálním žebříčku, který bude vytvářet FIBA na základě bodů přidělených podle umístění v turnaji. Národní federace budou také určovat kritéria nominace do národních týmů.
Národní týmy budou zpočátku své úsilí upínat především k mistrovství světa. To zamýšlí FIBA pořádat pro seniory, ale i pro kategorii hráčů a hráček do 18 let. Junioři už koneckonců mají se světovým šampionátem zkušenosti z konce léta 2011, kdy se historicky první MS 3x3 uskutečnilo v italském městě Rimini. Díky pozitivním ohlasům aktérů šampionátu se dá hovořit o úspěšně zvládnuté premiéře. Celý koncept 3x3 však směřuje k ještě vyšší metě. Tou je účast hráčů 3x3 na olympijských hrách. Nejoptimističtější názory skloňují už dokonce Rio de Janeiro 2016 – ukázkový olympijský sport.
K dosažení špičkových výkonů je třeba špičkové vybavení. 3x3 je od začátku projektu zamýšleno jako čistě outdoorový sport. Největším nepřítelem všech pořadatelů a basketbalistů 3x3 tak je počasí. FIBA proto pracuje s externími dodavateli na vývoji povrchu, který by zajistil hráčům bezpečné podmínky i v případě deštivého počasí. Zároveň by měl být povrch co nejvíce mobilní, aby mohl být snadno složen a převezen na jiné místo. Proto bude tvořen čtvercovými deskami, které do sebe vzájemně zapadají.
Basketball 3x3 je velice rychlou a agresivní disciplínou, ve které převažují akce 1 na 1, což je pro diváky nadmíru atraktivní. Zkrátka však nepřijdou ani střelci. K vysoké dynamičnosti předurčují hru už její pravidla. Dvanáctisekundový limit na střelbu neponechává hráčům příliš prostoru na rozehrání složitých kombinací či dokonce na zdržování hry. Dosažený koš má hodnotu jednoho bodu, střelba zpoza „trojkového“ oblouku je oceněna dvěma body. Hra končí ve chvíli, kdy jeden z týmů dosáhne 21 bodů, pokud dříve nevyprší čas určený na jeden zápas (1× 10 minut). Oficiální pravidla FIBA 2012, přeložená pro Českou republiku, jsou k dispozici na webových stránkách České basketbalové federace.

## Pravidla hry

### Stručná pravidla STREETBALLU (by Patrik Nguyen /CzechStreetball.cz)
Základní principy a pravidla streetballu, vycházejí z pravidel basketbalu.
1. Hraje se na jeden koš, na polovinu basketbalového hřiště nebo na plácku, který je k dispozici. Naopak v zemi zrodu, kde je streetball opravdu populární a rozšířený, se často hraje na dva koše. Příkladem jsou obrovské streetballové turnaje, ligy v USA, kde se hraje jedině přes celou délku basketbalové hřiště.
2. Streetball může hrát jakýkoliv počet hráčů od 1on1 – 5on5. ideálním počtem je však 3na3, kdy hra nabídne množství řešení herních situací a zároveň zůstává dostatek prostoru pro „kreativní“ hru.
3. Hodnota koše z pole je za 1 bod, z pozatříbodové čáry za 2 body. Na některých turnajích se za fauly střílí trestné hody, které mají hodnotu 1 bodu.
4. Před zahájením se určuje držení míče nebo při nerozhodnutých situacích různými způsoby např.:
5. A) Určením hráče, který má jednu střelu z pozatrojkové čáry úspěšně / neúspěšně trefit koš a tím získá / nezíská míč pro vlastní tým B) Tzv. „střih“ (kámen, nůžky, papír …) C) Bránící tým obdrží míč D) Domluvou
6. Při zahájení, přerušení hry se vhazuje míč ze zázemí. Hodně se také rozšířil tzv. „check“ = podání míče soupeřovi těsně za hranicí tříbodové čáry.
7. Po získání míče bránícím týmem (ziskem, doskokem odraženého míče, blokem apod.) je potřeba dopravit míč za tříbodovou čáru, posléze může tým útočit, ohrozit koš. Některé „národní styly“ her, se mohou lišit. Např. u „balkánského stylu“ hry se po doskočení soupeřovi neúspěšné střely nemusí „za trojku“, ale rovnou se může útočit na koš. Někde bývá nutná alespoň jedna přihrávka před samotným ohrožením koše.
8. Po úspěšném zakončení za 1 nebo 2 body, získává míč bránící tým. Opět je hodně rozšířený „americký způsob hry Make It, Take It“, kdy skórující tým má opět míč v držení ihned v následujícím útoku.
9. Samotná hra končí po dosažení 11, 16, 21 bodů. Záleží spíše na domluvě a bývá také nepsaným pravidlem „Vítězství rozdílem dvou bodů“. Na turnajích bývá také omezení časové.
10. Střídání může být libovolně často při přerušení hry nebo je-li míč „v klidu“. Na turnajích bývá i možnost krátkého oddechového času.
11. Fauly – vycházejí z pravidel basketbalu a záleží opět na domluvě, zdali si přestupky hlásí „faulovaný“ nebo „faulující“. Tvrdost faulů je také posuzována v trochu jiné míře než v pětkovém basketbalu samotném. Na větších streetballových turnajích, při důležitých utkání bývají přítomni i streetballoví rozhodčí, případně pozorovatel, který rozhoduje v nerozhodných chvílích. V každém případě by největším rozhodčím mělo být heslo „FAIR PLAY“!!

### Stručná pravidla Basketbalu 3x3 (Exekutiva ČBF 3x3) / )
1.	Hřiště a míč:
Oficiální hřiště je 15 m široké a 11 m dlouhé.
Pro ženy i muže a všechny věkové kategorie se používá míč velikosti 6“.
2.	Soupiska družstva:
Na soupisce družstva musí vedoucí družstva a čtyři hráči (tři na hřišti a jeden náhradník).
	Poznámka: Na oficiálních soutěžích může začít utkání pouze se třemi hráči na hřišti.
3.	Rozhodčí:
Jeden nebo dva rozhodčí na hřišti. Dva pomocní rozhodčí u stolku, zapisovatel a časoměřič.
4.	Oddechový čas:
Jeden na utkání pro každé družstvo v délce 30 sekund.
5.	První držení míče:
Po vyhraném losování mincí si družstvo vybere první držení míče na začátku utkání nebo prodloužení.
6.	Dosažené body:
Koš uvnitř oblouku se počítá za jeden bod. Koš z pole vně oblouku, se počítá za dva body.
7.	Hrací doba a limit skóre:
Hraje se 1x10 minut čistého času nebo dosažení 21 bodů. Pokud se utkání hraje na hrubý čas, jsou limity 10 minut nebo10 bodů, 15 minut nebo 15 bodů, 21 minut nebo 21 bodů.
8.	Prodloužení:
Vyhraje družstvo, které první dosáhne dvou bodů.
9.	Čas na střelbu:
Družstvo má limit 12 sekund. Pokud se neměří čas, rozhodčí odpočítává posledních pět sekund.
10.	Trestné hody:
Jeden (1) trestný hod, faul při střelbě uvnitř oblouku, dva (2) trestné hody, faul při střelbě za obloukem. Jeden (1) trestný hod po faulu při úspěšném koši ze hry.
11.	Limity chyb družstva a hráčů:
Družstvo má limit 6 chyb, další 7., 8., 9. se trestá dvěma trestnými hody. Desátá (10) a každá další chyba hráče na hřišti se trestá jako technická chyba (dva trestné hody a míč za obloukem). U hráče se neevidují jeho chyby (kromě nesportovních). Hráč je ale po dvou (2) nesportovních chybách v jednom utkání, diskvalifikován z utkání i z turnaje.
12.	Držení míče po úspěšném koši:
Družstvo, které dostane koš, pokud získá držení míče v oblouku pod košem, nesmí v něm být bráněno.
13.	Držení míče a možnost dát koš:
	Při mrtvém míči (rozhodčí zapíská), má družstvo držení míče po výměně míče za obloukem.
	Při úspěšném doskoku, nebo získání míče obranou, musí být míč vyvezen za oblouk.
	Při situaci rozskoku má držení míče bránící družstvo, po výměně míče za obloukem.
14.	Střídání:
	Střídání je povoleno kterémukoliv družstvu, když je míč mrtvý, ale před získání kontroly míče. Náhradník může vstoupit do hřiště, za koncovou čarou, až po doteku se střídajícím hráčem. Střídání nevyžaduje žádnou akci rozhodčích na hřišti, ani pomocných rozhodčích u stolku.
15.	Poznámky:
15.1	Hráč je považován za obloukem stojí-li oběma nohama za obloukem.
15.2	Oficiální pravidla FIBA platí pro všechny situace, které nejsou výše uvedeny.
15.3	Nasazení družstev, vyloučení a protesty jsou podrobně popsány v plné verzi pravidel.

### Úplná pravidla Basketbalu 3x3 - platí od 1. 4. 2014 (Exekutiva ČBF 3x3) / )
Hlavní zásada
Oficiální pravidla basketbalu FIBA jsou platná pro všechny herní situace, které nejsou specifikovány zde, v těchto pravidlech basketbalu 3x3.
Pravidlo 1. – Hřiště a míč
1.1	Hraje se na hřišti pro basketbal 3x3 s jedním (1) košem.
1.2	Hraje se na hřišti pro basketbal 3x3. Hřiště je 15 m široké a 11 m dlouhé. Na ploše musí být vymezené území, čára trestného hodu (5,80 m), dvoubodová čára (6,75 m) a půlkruh proti prorážení pod košem. Ke hře mohou být použita polovina tradičního basketbalového hřiště.
1.3	Pro ženy i muže a všechny věkové kategorie se používá míč velikosti 6“.
Poznámka: 	Na regionální úrovni lze hrát basketbal 3x3 kdekoliv. Vyznačení hřiště pak musí být přizpůsobeno místním podmínkám
Pravidlo 2. – Družstva
2.1	Každé družstvo se skládá ze čtyř (4) hráčů. Tři (3) hráči na hřišti a jeden (1) náhradník.
Pravidlo 3. – Rozhodčí
3.1	Rozhodčími utkání jsou jeden (1) nebo dva (2) rozhodčí na hřišti a dva (2) rozhodčí u stolku, zapisovatel a časoměřič.
Pravidlo 4. – Začátek utkání
4.1	Obě družstva se před zahájením utkání rozcvičují společně.
4.2	Losování mincí určí, které družstvo má výhodu výběru první držení míče. Družstvo si může vybrat první držení míče na začátku utkání, nebo první držení míče na začátku případného prodloužení.
4.3	Utkání musí začít se třemi (3) hráči na hřišti.
Poznámka:	Články těchto pravidel 4.3 a 6.4 platí pro oficiální soutěže 3x3 FIBA:
	Olympijské hry, Mistrovství světa 3x3 (včetně U18), Mistrovství kontinentální zón 3x3 (včetně U18), Světovou tour 3x3 a All stars 3x3.
	V České republice platí pro nejvyšší mistrovskou soutěž ČBF 3x3 – Tour a regionální mistrovské soutěže ČBF 3x3
Pravidlo 5. – Body
5.1	Koš dosažený z pole uvnitř oblouku (6,75 m), se počítá za jeden (1) bod.
5.2	Koš dosažený z pole vně oblouku (6,75 m), se počítá za dva (2) body.
5.3	Koš dosažený z úspěšného trestného hodu, se počítá za jeden (1) bod.
Pravidlo 6. – Hrací doba / Vítěz utkání
6.1	Základní hrací doba je následující:
Jedno (1) hrací období deset (10) minut. Hodiny hry budou zastaveny, když je míč mrtvý a během provádění trestných hodů. Hodiny hry budou spuštěny po dokončení výměny míče (jakmile je ukončena výměna míče za obloukem a útočící družstvo má míč v držení).
6.2	Nicméně první družstvo, které dosáhne 21 bodů, nebo více, vyhrává utkání, pokud se to stane ještě před koncem základní hrací doby. Toto pravidlo platí jen pro základní hrací dobu (neplatí pro případné prodloužení).
6.3	Pokud není utkání rozhodnuto na konci základní hrací doby, hraje se prodloužení. Přestávka před prodloužením je jedna (1) minuta. Družstvo, které první dosáhne v prodloužení dvou (2) bodů, vyhrává utkání.
6.4	Družstvo prohrává utkání zrušením, když není připraveno ke hře ve stanoveném čase zahájení utkání, nemá připravené tři (3) hráče na hřišti. V tomto případě je výsledek utkání zapsán jako W – 0 nebo 0 – W (W znamená vítěz utkání).
6.5	Družstvo, které prohrálo zrušením utkání, bude diskvalifikováno ze soutěže.
Poznámka:	Pokud nejsou k dispozici hodiny hry na měření čistého času, stanoví hrubou hrací dobu pořadatel. FIBA doporučuje stanovit časový limit a limit bodů v souladu s dobou trvání utkání (10 minut/10 bodů, 15 minut/15 bodů, 21 minut/21 bodů).
Pravidlo 7. – Chyby / Trestné hody
7.1	Družstvo je v situaci trestu za chyby, dopustí-li se sedmé (7) chyby. Jakmile družstvo dosáhne desáté (10) chyby družstva, bude každá chyba družstva trestána jako technická chyba. Hráč není vyloučen z utkání za jeho chyby, ale při jeho dvou nesportovních chybách v jednom utkání je diskvalifikován dle článku 15.
7.2	Za chybu na hráče při hodu na koš z pole uvnitř oblouku (6,75 m), bude házejícímu hráči přiznán jeden (1) trestný hod. Za chybu na hráče při hodu na koš z pole vně oblouku (6,75 m), budou házejícímu hráči přiznány dva (2) trestné hody.
7.3	Za chybu na hráče při úspěšném hodu na koš, bude házejícímu hráči přiznán jeden (1) další trestný hod.
7.4	Za chyby v situaci trestu družstva, technické chyby, nesportovní chyby musí být uděleny vždy dva trestné hody.
7.5	Družstvo mající míč v držení při nesportovní chybě, nebo technické chybě, bude pokračovat výměnou míče za obloukem.
Pravidlo 8. – Jak se hraje s míčem
8.1	Po každém koši ze hry nebo po posledním úspěšném trestném hodu (bývalý článek 7.5):
-	Hráč družstva, které obdrželo koš, bude po koši pokračovat plynule driblinkem nebo přihrávkou z místa pod košem (ne ze zámezí za koncovou čarou) za oblouk (6,75 m).
-	V této situaci není bránící družstvo oprávněno hrát míčem v půlkruhu proti prorážení pod košem.
8.2	Po každé neúspěšné střelbě z pole nebo po posledním neúspěšném trestném hodu (bývalý článek 7.5):
-	Pokud míč doskočí útočící družstvo, může se znovu pokusit o dosažení koše, bez návratu za oblouk (6,75 m).
-	Pokud doskočí nebo získá míč bránící družstvo, musí vrátit míč driblinkem nebo přihrávkou za oblouk (6,75 m).
8.3	Držení míče družstva, začíná po každém mrtvém míči, výměnou míče za vrcholem oblouku (6,75), (mezi bránícím a útočícím družstvem).
8.4 Hráč je považován za hráče za obloukem, když žádná jeho noha není uvnitř oblouku, ani se nedotýká čáry oblouku. Nesmí vykročit za oblouk jen jednou nohou.
8.5	V případě situace rozskoku, je míč přiznán bránícímu družstvu.
Pravidlo 9. – Zdržování
9.1	Zdržování nebo málo aktivní hra pro dosažení koše je přestupek proti pravidlům.
9.2	Pokud se měří čas hodinami pro střelbu, musí družstvo vystřelit do dvanácti (12) sekund. Hodiny pro střelbu budou spuštěny, jakmile je míč v držení hráče útočícího družstva (po výměně míče s obráncem nebo po úspěšné střelbě na koš).
Poznámka:	Pokud není hřiště vybaveno hodinami pro střelbu (měření 12 sekund) a družstvo se nesnaží aktivně vystřelit na koš, varuje jej rozhodčí počítáním posledních pěti (5) sekund.
Pravidlo 10. – Střídání
10.1	Střídání je povoleno kterémukoliv družstvu, když je míč mrtvý, ale před získání kontroly míče. Náhradník může vstoupit do hřiště poté, co střídající hráč vystoupí hřiště a dotkne se náhradníka. Střídání může být provedeno pouze za koncovou čarou, naproti koše a střídání nevyžaduje žádnou akci rozhodčích na hřišti ani pomocných rozhodčích u stolku.
Pravidlo 11. – Oddechové časy
11.1	Každé družstvo má nárok na jeden (1) oddechový čas v délce třiceti (30) sekund. Hráč může zažádat o oddechový čas, když je míč mrtvý.
Pravidlo 12. – Postup při protestu
12.1	V případě, kdy se družstvo domnívá, že jeho zájmy byly nepříznivě ovlivněny rozhodnutím rozhodčího, nebo jakoukoliv událostí v průběhu hry, musí postupovat následujícím způsobem:
12.2.1	Kapitán družstva ihned po ukončení utkání podepíše zápis o utkání, před podpisem rozhodčího.
12.2.2	Družstvo do 30 minut předloží písemné zdůvodnění s vratnou kaucí 200 USD (150 €, 5000 Kč). Jestli-že bude protest uznán, kauce bude vrácena.
12.2.3	Videozáznamy mohou být pro rozhodnutí použity pouze v případě, když se jedná o rozhodnutí, zda míč byl vystřelen před koncem hrací doby, nebo zda dosažený koš se počítá za jeden nebo dva body.
Pravidlo 13. – Pořadí družstev
13.1	Jak ve skupinách, tak také v celkovém pořadí soutěže (tabulkách) platí následující pravidla stanovení pořadí družstev. Jestliže družstva mají stejné výsledky po prvním kroku, následuje rozhodování ve druhém, případně třetím kroku:
13.1.1	Více vítězných utkání (nebo lepší poměr v případě nestejného počtu utkání).
13.1.2	Výsledek vzájemného utkání (platí pouze ve skupinách, v úvahu se bere pouze poměr výhry prohry).
13.1.3	Vyšší počet nastřílených bodů (bez ohledu na výhru nebo prohru).
13.2	Pokud není rozhodnuto ani po třech krocích, rozhodne o pořadí družstev vyšší nasazení družstva do soutěže.
Pravidlo 14. – Nasazování družstev do soutěže
14.1	Družstva jsou nasazovány do soutěže s ohledem na body hráčů v rankingu (součet bodů tří (3) nejlepších hráčů před soutěží). V případě, že bude součet bodů stejný, stanoví se nasazení do soutěže náhodně.
Pravidlo 15. – Diskvalifikace
15.1	Hráč, který se dopustí v utkání dvou nesportovních chyb, bude rozhodčími diskvalifikován z utkání a pořadatelem ze soutěže. Nezávisle na tom bude diskvalifikován pořadatelem hráč (i), pro akty násilí, verbální či fyzické agrese, manipulování s výsledky, porušení antidopingových pravidel FIBA (Svazek 4. - Vnitřní předpisy FIBA) nebo jiného porušení Etického kodexu FIBA (Svazek 1., Kapitola II. – Vnitřní předpisy FIBA).
15.2	Pořadatel může diskvalifikovat družstvo ze soutěže, s ohledem na chování ostatních členů družstva (i v případě jejich nečinnosti) k výše uvedenému chování.
15.3	FIBA i pořadatel soutěže může ukládat další disciplinární tresty podle rozpisu soutěže a podmínek 3x3planet.com. Předpisy FIBA ani ČBF nemohou měnit ustanovení toho článku 15.

## Varianty streetballu

### Street
Ve streetballe (známém také jako „pickup“ nebo „street“) je konečný počet bodů stanoven jedním z týmů. Trestné hody nejsou běžnou praxí a fauly jsou hlášeny faulovaným hráčem. Fauly hlášené obráncem zpravidla nejsou brány v potaz pokud nejsou vyložené. Pojem streetball se může vztahovat také na specifický styl hry, který se zaměřuje více na individuální talent hráčů. Některé styly se mohou vymykat tradičním pravidlům; chvástání a dobírání si soupeře je běžnou součástí a někteří hráči se vyžívají v přehnaném driblingu, který by byl s největší pravděpodobností v profesionálních ligách basketbalu posouzen jako porušení pravidel. Přesto je tento styl velmi populární a některé zápasy jsou vysílány na sportovní
televizní stanici ESPN.
Jedno z nejslavnějších míst streetballové hry je Rucker Park v New Yorku. Kareem Abdul-Jabbar, Wilt Chamberlain, Julius "Dr. J" Erving, Nate "Tiny" Archibald a Connie Hawkins jsou jen někteří z hvězd NBA, kteří se stali legendami na tomto hřišti.

### Make-it-take-it
Ve hře na půl hřiště se v některých regionech používá pravidlo „make-it-také-it“ (zvané také jako „buckets“ nebo „winners-out“), kde skórující tým znovu získává míč. Protože trestné hody nejsou běžné, dosažené koše mají hodnotu jednoho bodu. Jestliže má hřiště trojkovou čáru, pak dosažené
koše z této vzdálenosti mají hodnotu dvou bodů. Některá hřiště si drží zavedené basketbalové počítání bodů za dva z pole a za tři ze vzdálenosti větší než 6,25 metru.

### Twenty-one
„Twenty-one“ je hra, která se může hrát s dvěma nebo více hráči. Každý hráč má své vlastní skóre a vítězem se stane ten, kdo dosáhne dvacet jedna bodů. Každý hráč hraje sám bez spoluhráčů a proti všem. Hru začíná jeden z hráčů, který se stává pro tuto chvíli útočníkem a snaží se vhodit koš.
Všichni ostatní se mu v tom snaží zabránit. Útočící hráč může střílet na koš v jakoukoli dobu a může míč doskočit a znovu střílet. Doskakující obránce musí před útokem míč nejprve vyčistit za trojkovou čárou. Hráč, který dá koš ze hry hází navíc trestné hody. Ve střelbě trestných hodů může pokračovat dokud skóruje. Ostatní hráči se snaží nepovedené pokusy doskočit a sami založit útok.. „Twenty-one“ je hrána téměř vždy na polovinu hřiště.
Některé varianty zahrnují:
- Koše dosažené ze hry mají hodnotu dvou bodů a trestné jednoho
- Omezení úspěšných trestných hodů zpravidla na tři, po kterých získává míč k dalšímu útoku
- Hra končí dosažením menšího počtu bodů než je 21 (zpravidla 11), jestliže jeden hráč dosáhne požadovaného počtu a ostatní jsou na nule
- Vymazání bodů hráče na nulu jestliže dosáhnou 13 bodů; jestliže je třináctky dosaženo při střelbě trestných hodů pak hráč dostává jeden hod navíc, aby mohl své skóre upravit na 14.

### The one
The One je variace vytvořená pro pět hráčů, poskytující možnost hry při nevýhodném počtu hráčů. Pochází ze Strawberry Creek Park v Berkley. „The One“ je podobné „Twenty One“, ale je zde více prostoru pro útok. Jeden hráč si zvolí, že bude hrát jako „The One“ a ostatní se rozdělí do párů. Je důležité poznamenat, že přestože někteří hráči jsou v týmech, tak každý má své vlastní skóre. Kdokoli dosáhne konečného počtu bodů (zpravidla 21) jako první je považován za vítěze. Hra začíná, když si The One nechá zkontrolovat míč jedním ze soupeřů za šestkovou čárou a poté může útočit. Jestliže je úspěšný, vrací se opět za čáru trestného hodu a po kontrole míče může opět zaútočit. Body dosažené hráčem „The One“ mají dvojnásobnou hodnotu. Jestliže hráč „The One“ není úspěšný, jeho míč může doskočit nebo jiným způsobem získat kterýkoli tým, vyčistit ho za trojkovou čárou a zahájit útok. V tu chvíli se hraje dva na tři. Jestliže tento tým skóruje, pak získávají oba hráči stejný počet bodů. Jestliže skóroval hráč, který je ve dvojici, pak se stává „The One“ pro další kolo a jeho místo nahrazuje dosavadní „The One“. Nový hráč „The One“ zkontroluje za šestkou míč a hra pokračuje jako předtím. Hra pokračuje v tomto smyslu do té doby než jeden hráč dosáhne konečného počtu bodů.

## Slovník
- jump: skok
- jump shot: střela z výskoku
- out: míč nebo hráč s míčem za čárou, vymezující hrací hřiště
- dunk, slam: česky smeč, výraz pro vražení míče přímo do obroučky koše rukama
- pass: přihrávka
- alley oop: přihrávka vzduchem na zakončujícího hráče
- steal: vypíchnutí míče protivníkovi
- smach: zavěšení míče do obroučky
- and one: vstřelený koš s faulem, po kterém útočník hází jeden trestný hod

## Streetballové soutěže
Hlavním organizátorem streetballových soutěží v České republice je Česká streetballová federace, která organizuje jednotlivé turnaje, Český pohár, Pražskou streetballovou ligu a mezinárodní turnaj Prague International Streetball Cup. Další turnaje a ligy vznikají za podpory některých basketbalových klubů a práci některých nadšených hráčů streetballu.

### Streetballové soutěže a turnaje v Česku
- ČBF3x3 - Tour 2012, 2013, 2014 (www.cbf.cz)
- Český pohár - Děčín, Brno, Praha
- Pražská streetballová liga
- Prague International Streetball Cup
- Streetball Cup Chomutov
- KAFKATOUR Roudnice nad Labem
- Teplická streetballová liga
- Blanenský streetballový turnaj STREET4STREET Archivováno 7. 2. 2021 na Wayback Machine.
- Vltavotýnský Streetball(Týn nad Vltavou)
- KALENDÁŘ streetballových TURNAJŮ v ČR a SR + archiv odehraných!
- Rehasport Streetball Games 2014 Archivováno 22. 12. 2014 na Wayback Machine.

## Streetballové týmy v Česku
- Fireball team Teplice byl založen roku 2005 v Teplicích v Čechách.
- Xstream Ballers (Xstream Converse, XBallers, XBallers 4 Fun) hrající na české i slovenské streetballové scéně od roku 2006.